# Stylaster duchassaingi
Stylaster duchassaingi is een hydroïdpoliep uit de familie Stylasteridae. De poliep komt uit het geslacht Stylaster. Stylaster duchassaingi werd in 1867 voor het eerst wetenschappelijk beschreven door Pourtalès. 